# Артиљеријска бригада Пете дивизије НОВЈ
Артиљеријска бригада Пете дивизије формирана је 30. новембра 1944, у саставу Пете крајишке дивизије НОВЈ а развијена је од постојећих артиљеријских јединица дивизије, попуном и пријемом нових оруђа. У свом саставу је имала три дивизиона. Артиљеријска бригада Пете дивизије је потпомагала борбена дејства бригада Пете крајишке дивизије у свим борбама на Сремском фронту, при пробоју фронта; затим, при дејствима око Жупање, Славонског Брода, на реци Илови, око Чазме, Загреба, Крапине и Цеља. Одликована је Орденом заслуга за народ са златном звездом.